# 北野佐久子
北野 佐久子（きたの さくこ、1959年 - ）は、ハーブ研究家、お菓子研究家、児童文学研究家。英国ハーブソサエティー終身会員。ビアトリクス・ポター・ソサエティー会員。今田美奈子ムースの会（師範資格者の会）会員。

## 経歴
東京に生まれる。立教大学文学部英米文学科を卒業。在学中からハーブに興味をもち、日本人としては初の英国ハーブソサエティー会員となる。1984年4月からイギリスのハーブ園にホームステイし、ハーブガーデン巡りやハーブに関する文献の収集・研究などを行う。1985年に帰国、『香りの魔法』『ハーブの事典』などを出版。その後結婚と同時に渡英し、ウィンブルドンで4年間過ごしたあと、一女の母となって帰国。出版や講座・講演を通じて、ハーブ、お菓子、児童文学などを中心としたイギリス文化の紹介をしている。

## 著書
- 『香りの魔法：暮らしに生かすハーブ』（北泉社、1986.5）
- 『ハーブの事典』（北野佐久子編、東京堂出版、1987.7）
- 『ハーブの伝説』（写真：岸本淳、イマジン、1988.3）
- 『ハーブのプランター・鉢づくり：手づくりのハーブを食卓に 』（津久田一正との共著、文化出版局、1989.8）
- 『イギリスのお菓子：Traditional Homemade Sweets in England』（CBS・ソニー出版、1989.12）
- 『ハーブ歳時記』（東京堂出版、1990.6）
- 『ハーブ四季暦』（東京堂出版、1990.10）
- 『イギリス料理を召しあがれ : A book of British cooking & recipes』（CBS・ソニー出版、1990.11）
- 『イギリスのお菓子 II：British Cakes & Biscuits in Countryside』（ソニー・マガジンズ、1995.2）
- 『アガサ・クリスティーの食卓』（婦人画報社、1998.8）
- 『季節を楽しむイギリスのお菓子』（文化出版局、1998.11）
- 『だから、イギリスが好き：ハーブ、庭、お菓子、アンティーク、おもてなし』（JTB、1999.12）
- 『イギリスのお菓子：楽しいティータイムめぐり』（集英社be文庫、2004.1）
- 『基本ハーブの事典』（東京堂出版、2005.12）『ハーブの事典』（1987）の改訂版
- 『美しいイギリスの田舎を歩く! 』（集英社be文庫、2007.1）
- 『物語や絵本のお菓子：ティータイムレシピ』（集英社、2009.1）
- 『ハーブ祝祭暦：暮らしを彩る四季のハーバル』（教文館、2010.5）『ハーブ歳時記』（1990）の改訂版
- 『幸福なイギリスの田舎暮らしをたずねて』（集英社、2012.5）
- 『ビアトリクス・ポターを訪ねるイギリス湖水地方の旅：ピーターラビットの故郷をめぐって』（大修館書店、2013.4）
- 『物語のティータイム：お菓子と暮らしとイギリス児童文学』（岩波書店、2017.7）
- 『イギリスのお菓子とごちそう：アガサ・クリスティーの食卓』（二見書房、2019.4）『アガサ・クリスティーの食卓』（1998）の改訂版
- 『イギリスのお菓子と暮らし』（二見書房、2019.9）

## 翻訳書
- 『ピーターラビットのたのしい料理』（ビアトリクス・ポター画、フレデリックウォーン社編、福音館書店、1993.7）
- 『ピーターラビットの自然観察』（ビアトリクス・ポター画、フレデリックウォーン社編、福音館書店、1993.7）
- 『ピーターラビットの庭しごと』（ビアトリクス・ポター画、ジェニー・ウォルターズ文、ローワン・クリフォード作図、福音館書店、1993.7）
- 『秘密の花園クックブック』（エイミー・コトラー、プルーデンス・シー著、東洋書林、2007.12）